# سینمای سوئیس
سینمای سوئیس (آلمانی: Schweizer Film) به صنعت فیلم واقع در سوئیس اشاره دارد. از کارگردانان مشهور سوئیسی می‌توان به گزاویه کولر و ژان-لوک گدار (با اصالت سوئیسی) اشاره کرد. از بازیگران مشهور سوئیس می‌توان به اورزولا اندرس، برونو گانتس، مکس هافلر و ماکسیمیلیان شل اشاره کرد. جشنواره فیلم لوکارنو در سوئیس برگزار می‌شود. 